# Hotel Astoria (Bruxelles)
 For alternative betydninger, se Hotel Astoria (flertydig). (Se også artikler, som begynder med Hotel Astoria)
Hotel Astoria er et femstjernet hotel i Bruxelles, Belgien, opført i 1909. Hotellet har været mødested for konger, statsmænd og berømtheder, og siden år 2000 har det været fredet.

## Historie
Hotellet blev opført i 1909 forud for verdensudstillingen i 1910, på foranledning af kong Leopold 2. af Belgien. Museet blev tegnet af arkitekten Henri Van Dievoet (1869–1931).

## Eksternt link
- Hotel Astoria